# Airi Matsui
Airi Matsui (松井愛莉), née le 26 décembre 1996 à Iwaki, est une chanteuse et idole japonaise ex-membre du groupe féminin Sakura Gakuin et de son troisième sous-groupe SCOOPERS. Elle fut produite par l'agence de talent Amuse Inc.

## Biographie
Matsui a fait ses débuts après avoir remporté le grand prix pour le l'audition nicola Model Audition en 2009. Un an plus tard, elle rejoint le groupe idole Sakura Gakuin et est l'un des membres de la première génération du groupe. Au sein du groupe, Matsui est représentée comme la fille la plus timide du groupe dans de nombreux cas.
En 2011, elle forme avec une de ses camarades de Sakura Gakuin, Ayaka Miyoshi, le troisième sous-groupe respectif de Sakura Gakuin, le duo SCOOPERS (dans le thème du journal), après BABYMETAL et Twinklestars.
SCOOPERS n'aura pas sorti de single en revanche, le duo aura enregistré une chanson Brand New Day qui figure dans le premier album de Sakura Gakuin.
Matsui est graduée peu après la sortie du deuxième album de Sakura Gakuin, le 25 mars 2012 en même temps qu'Ayaka Miyoshi. Comme les deux membres ont obtenu leur diplôme, SCOOPERS n'existe plus. Les jeunes filles auront participé à seulement trois singles et deux albums de Sakura Gakuin. 
Un an plus tard, elle est nommée pour soutenir le gestionnaire du 92e Championnat National (Championnat National High School).

## Discographie

### Avec SCOOPERS
- Brand New Day de l'album Sakura Gakuin 2010nendo ~message~.

### Avec Sakura Gakuin
Albums
1. 27 avril 2011 - Sakura Gakuin 2010nendo ~message~ (さくら学院 2010年度 ～message～?)
2. 21 mars 2012 - Sakura Gakuin 2011nendo ~FRIENDS~ (さくら学院 2011年度 ～FRIENDS～?)

Singles
1. 8 décembre 2010 – Yume ni Mukatte / Hello! IVY (夢に向かって / Hello ! IVY?)
2. 21 décembre 2011 – Verishuvi (ベリシュビッッ?)
3. 15 février 2012 – Tabidachi no Hi ni (旅立ちの日に?)

## Divers

### Musiques vidéos
- 2013 : KERAKERA - Sayonara Daisuki Dattayo